# Playahitty
Playahitty är en italiensk musikgrupp. Gruppen bildades runt 1994, och fick 1994 en världshit med låten "The Summer Is Magic".
Gruppen följde sedan upp med fler hits som "1-2-3! (Train With Me)" och "I Love The Sun".

## Diskografi
Singlar
- "The Summer Is Magic" - (1994)
- "1-2-3! (Train With Me)" - (1995)
- "I Love The Sunt" - (1996)
- "Another Holiday" - (1997)
- "The Man I Never Had" - (1998)
- "The Summer Is Magic 2008" - (2008)